# Jones Point
Der Jones Point ist eine Landspitze an der Danco-Küste des Grahamlands auf der Antarktischen Halbinsel. Im Norden der Poblete-Halbinsel, dem Nordosten der Arctowski-Halbinsel, ragt sie 10 km südöstlich des Kap Anna in die Wilhelmina Bay. 
Teilnehmer der Belgica-Expedition (1897–1899) unter der Leitung des belgischen Polarforschers Adrien de Gerlache de Gomery kartierten sie. Das UK Antarctic Place-Names Committee benannte sie 1960 nach dem britischen Luftfahrtingenieur Bennett Melvill Jones (1887–1975), einem Pionier der Kartografie mittels Luftbildfotografie.